# Pyramides (metrostation)
Pyramides er en station på metrolinjerne 7 og 14 i metronettet i Paris, beliggende i 1. arrondissement. Hver metrolinje har sin egen dato for, hvornår «dens» station blev åbnet; linje 7 1. juli 1916, og linje 14 15. oktober 1998.
Stationen er opkaldt efter rue des Pyramides, som igen har fået sit navn efter Napoléon Bonapartes sejr over Murad Bey i slaget ved Pyramidene i Egypten i 1798. Pyramides befinder sig midt mellem Opéra Garnier og Comédie-Française-teatret, og med stationerne Opéra og Palais Royal - Musée du Louvre sørger den for en del af den offentlige transport langs avenue de l'Opéra.
I 1920'erne fik stationens vægge opslagstavler af keramiske fliser til opsætning af reklamer, med stationens navn også i keramik. Paris' ældste metrostationer, bygget i perioden 1900-1921, havde oprindeligt ingen rammer til opslag. Deres vægge var hvide med skrå fliser langs kanterne.
Også de øvrige stationer i denne serie fik efterhånden keramiske opslagstavler, hvor plakater klæbedes direkte på fliserne. Dette system benyttedes indtil 1970-erne, hvor man overgik til at opsætte metalrammer på fliserne, som plakaterne kunne fastgøres på.

## Trafikforbindelser
- RATP